# Band Beach
Band Beach bezeichnete einen französischen Küstenabschnitt in der Normandie, an dem während der Landung der Alliierten im Zweiten Weltkrieg, der Operation Overlord, alliierte Truppen landen sollten.
Band Beach lag östlich des Strandabschnittes Sword und war wiederum unterteilt in die Unterabschnitte Able, Baker, Charlie und Dog. Es landeten jedoch keine Truppen am Band Beach. Im weiträumigen Bereich hinter dem Band Beach landeten Verbände der britischen 6. Luftlandedivision unter dem Befehl von Major-General (Generalmajor) Richard Gale.
Im Hinterland des Band Beach befand sich in etwa 4,5 Kilometer Entfernung der befestigte deutsche Funkmessstützpunkt Distelfink bei Douvres-la-Délivrande. Er war besetzt mit der 8. Kompanie des Luftnachrichtenregiments 53 unter Oberleutnant Kurt Egle. Ab dem Landungstag am 6. Juni 1944 lag der Stützpunkt unter Beschuss aus der Luft. In den Folgetagen zerstörte die britische Artillerie fast alle Funkeinrichtungen, konnte den Stützpunkt selbst aber nicht einnehmen. Erst der Einsatz von 70 bis 80 Panzern der 79. Britischen Panzerdivision am 17. Juni brachte die Besatzung dazu, um 17:34 Uhr den letzten Funkspruch abzusetzen und anschließend zu kapitulieren.